# Evenus coronata
Evenus coronata – gatunek motyla z rodziny modraszkowatych i podrodziny ogończyków. Zamieszkuje krainę neotropikalną od południa Meksyku po północną część Peru. Występuje głównie w górach i pogórzach. Preferuje pierwotne lasy mgliste, ale spotykany jest też w innych siedliskach.

## Taksonomia
Gatunek ten po raz pierwszy opisany został w 1865 roku przez Williama Chapmana Hewitsona pod nazwą Thecla coronata. Opisu dokonano na podstawie serii okazów z Gwatemali i Kolumbii. W 2014 roku Andrew F.E. Neild oraz Zsolt Bálint dokonali wyznaczenia lektotypu i paralektotypu gatunku.
W obrębie gatunku wyróżnia się dwa podgatunki:
- Evenus coronata coronata (Hewitson, 1865)
- Evenus coronata watkinsi (Lathy, 1926)

E. coronata zajmuje w obrębie rodzaju Evenus pozycję siostrzaną względem Evenus felix.

## Morfologia

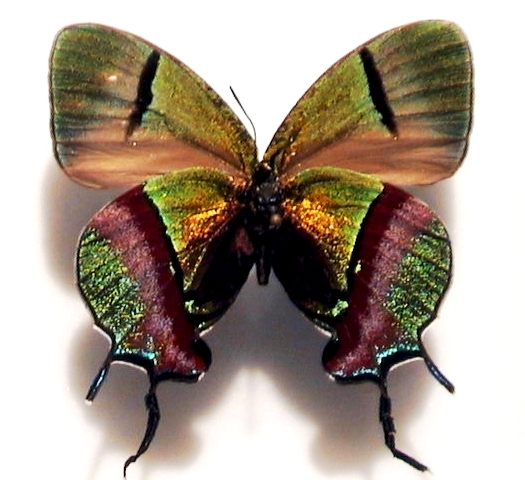
Samiec, widok od spodu

Motyl ten osiąga od 45 do 60 mm rozpiętości skrzydeł. Głowa samca charakteryzuje się kępką sterczących ku górze, jaskrawo zielonych łusek, tworzących „koronę”, której motyl ten zawdzięcza swój epitet gatunkowy.
Wierzch skrzydeł jest głównie metalicznie błękitny, u podgatunku nominatywnego przechodzący przy ich nasadach w odcienie zielonkawe, zaś u E. c. watkinsi ciemniejszy. Skrzydła u samca mają wąskie, a u samicy szerokie obrzeżenie czarnej barwy. U samicy wierzch tylnego skrzydła ma ponadto ciemnoczerwone plamy w części przyogonowej, rozdzielone szeroką czarną przepaską, biegnącą wzdłuż drugiej żyłki kubitalnej; plamy te są szerszej obrzeżone i często jaśniejsze niż u siostrzanego E. felix. Spód skrzydeł jest głównie metalicznie ciemnozielony z czarną przepaską poprzeczną, mniejszą na skrzydle przednim i większą na tylnym. Przepaska ta jest szersza niż u E. felix oraz na skrzydle tylnym ma nieregularną szerokość. Brzeg nasadowy przepaski ma u podgatunku nominatywnego połysk turkusowy lub srebrnozielony, podczas gdy u E. c. watkinsi jest on białawozielony. Ponadto na spodzie skrzydła tylnego występują przepaski zaśrodkowe, bliższa czerwona i dalsza różowa. U samca na spodzie skrzydła przedniego występuje tylko jedna, wąska łata androkoniów umiejscowiona po nasadowej stronie trzeciej żyłki medialnej (M3) i żyłki kubitalnej na wysokości początku drugiej gałęzi żyłki kubitalnej (Cu2) i odsiebnie od niego.

## Biologia i ekologia
Owad ten preferuje rzędne od 1100 do nieco ponad 2000 m n.p.m., ale spotkać go można na wysokości od 600 do 3250 m n.p.m. Najchętniej zasiedla górskie i podgórskie lasy mgliste, zwłaszcza pierwotne, ale bywa także spotykany w suchszych, wyżej położonych, wiecznie zielonych lasach równikowych, a nawet w siedliskach zaburzonych ludzką działalnością, także w obrębie większych miast.
Osobniki dorosłe aktywne są za dnia. Samice chętnie latają i na krótko przysiadają na liściach. Odżywiają się nektarem roślin z plemienia Eupatorieae, najczęściej z rodzaju sadziec. Samce spotyka się znacznie rzadziej. Bytują na wierzchołkach zalesionych wzgórz i grani, wybierając miejsca nasłonecznione jak przerwy w drzewostanie, pobrzeża leśnych duktów i potoków. Odbywają krótkie, kilkuminutowe loty przy słonecznej pogodzie, zwykle na wysokości od 6 do 12 metrów nad poziomem gruntu, rzadziej niżej. Nie obserwowano nigdy ich żerowania na nektarze.
Stadia rozwojowe E. coronata uznaje się za nieopisane, jako że te opisane przez A. Schultze’a–Rhonhofa najprawdopodobniej należą do siostrzanego E. felix. Gąsienice wszystkich gatunków z rodzaju Evenus żerują na sączyńcowatych, a u E. felix rośliną żywicielską  jest Pouteria lucuma. Jaja u E. felix składane są na pąkach liściowych, młodych liściach i pod kwiatami, maskująco ubarwione gąsienice żerują całą dobę, głównie na młodych liściach, a przypominające ptasie odchody poczwarki znajdowane są w ściółce pod rośliną żywicielską.

## Rozprzestrzenienie
Gatunek neotropikalny. Podgatunek nominatywny występuje od południowomeksykańskiego stanu Chiapas przez Gwatemalę, Belize, Honduras, Nikaraguę, Kostarykę, Panamę po zachodniokolumbijski departament Chocó i północno-zachodni skraj Ekwadoru. Podgatunek E. c. watkinsi rozprzestrzeniony jest w północnej i zachodniej części Wenezueli, zachodniej Kolumbii, wschodnim Ekwadorze oraz północnej części wschodniego Peru. W Kolumbii zamieszkuje pasma Sierra Nevada de Santa Marta, Kordylierę Wschodnią, Kordylierę Zachodnią, a przypuszczalnie także Kordylierę Środkową z wyłączeniem zachodnich stoków w regionie Chocó. W Ekwadorze i Peru zasiedla wschodnie Andy i ich podgórza.